# 中华尾孢虫
中华尾孢虫（学名：Henneguya sinensis）为尾孢科尾孢虫属的动物。在中国，分布于辽宁、江西、广东、湖北、江苏、山东、福建、浙江、四川等，营寄生生活，寄生在鳃（乌鳢、斑鳢、泥鳅）、黏液、体表、鳍、肠（乌鳢、斑鳢、胡鲇）、鳔（乌鳢、斑鳢、胡鲇）、胆囊（乌鳢、斑鳢）、口腔、鳃腔（乌鳢）、肾（乌鳢、斑鳢）、肝、脑、胃(斑鳢)。
其种加词“sinensis”意为“中华的”。